# Comuna de Dobryszyce
Dobryszyce (polaco: Gmina Dobryszyce) é uma gminy (comuna) na Polónia, na voivodia de Lodz e no condado de Radomszczański. A sede do condado é a cidade de Dobryszyce.
De acordo com os censos de 2004, a comuna tem 4169 habitantes, com uma densidade 81,6 hab/km².

## Área
Estende-se por uma área de 51,1 km², incluindo:
- área agricola: 74%
- área florestal: 16%

## Demografia
Dados de 30 de Junho 2004:
|                      | Total   | Total | Mulheres | Mulheres | Homens  | Homens |
| -------------------- | ------- | ----- | -------- | -------- | ------- | ------ |
|                      | pessoas | %     | pessoas  | %        | pessoas | %      |
| População            | 4169    | 100   | 2104     | 50,5     | 2065    | 49,5   |
| Densidade (pop./km²) | 81,6    | 100   | 41,2     | 41,2     | 40,4    | 40,4   |

De acordo com dados de 2002, o rendimento médio per capita ascendia a 1352,22 zł.

## Subdivisões
- Blok Dobryszyce, Borowa, Borowiecko, Dobryszyce I, Dobryszyce II, Galonki, Rożny, Ruda, Wiewiórów, Zalesiczki, Zdania, Żaby.

## Comunas vizinhas
- Gomunice, Kamieńsk, Kleszczów, Lgota Wielka, Ładzice, Radomsko, Radomsko